# شعار غوادلوب
جوادلوب هي منطقة وإقليم ما وراء البحار من فرنسا في منطقة البحر الكاريبي، ليس لديها شعار رسمي من النبالة. ومع ذلك، تستخدم الحكومة شعارًا يظهر شمسًا وطيورًا منمنمة على مربع أخضر وأزرق، مع وضع خط REGION GUADELOUPE بخط أصفر تحته. الجهاز أساسي للعلم الذي تستخدمه حكومة المنطقة.
تمتلك جوادلوب أيضًا شعارًا غير رسمي للأسلحة يعتمد على العلم المحلي غير الرسمي. يظهر الشعار على عملات معدنية بقيمة 10 يورو تم سكها بواسطة Monnaie de Paris، بالإضافة إلى بعض شارات القماش.